# At the Drive-In
At the Drive-In (también conocida como ATDI) fue una banda de post-hardcore formada en 1994 en El Paso (Texas); que estuvo en activo en tres períodos: 1994 - 2001, 2011 - 2012, y 2015 - 2018.
La banda lanzó varios EP y álbumes en casas independientes, entre ellos su álbum debut Acrobatic Tenement (1997), por el sello Flipside. Al año siguiente, Fearless estrenó In/Casino/Out, con un sonido más profesional. En 2000, Relationship of Command catapultó el éxito de At the Drive-In, incluido en el puesto #42 dentro de los 100 mejores álbumes del siglo XXI, según The Guardian.
En 2012, la banda volvió a actuar, participando en varios festivales. Después de un silencio discográfico de 17 años, el quinteto lanzó in•ter a•li•a en 2017.
En principio, los integrantes del grupo eran Cedric Bixler-Zavala (voces), Omar Rodríguez-López (guitarra) Paul Hinojos-González (bajo), Tony Hajjar (batería) y Jim Ward (guitarra). Este último fue reemplazado por Keeley Davis, miembro de Engine Down y Sparta. Tras una gira sudamericana, ATDI anunció su separación en noviembre del 2018.

## Historia

### Post-separación (2001–2011)
Después de la separación, Bixler-Zavala y Rodríguez-López formaron su proyecto paralelo como De Facto, antes de formar The Mars Volta. Este proyecto daba salida a trabajos suyos anteriores, ya que perseguía el sonido del rock progresivo, en el que llevaban tiempo interesados. Mientras tanto, los demás miembros -Ward, Hinojos y Hajjar- crearon una banda más tradicional, Sparta. Hinojos dejaría entonces Sparta para unirse a Bixler-Zavala y a Rodríguez-López en The Mars Volta, entre 2005 y 2009. The Mars Volta se disolvió en 2013, y Rodríguez-López pasó a tocar con Bosnian Rainbows, mientras Bixler-Zavala creó una nueva banda llamada Zavalaz. Bixler-Zavala y Rodríguez-López se volvieron a reunir una vez más para formar Antemasque en 2014.

### Segundo reencuentro eIn•ter a•li•a(2016–2017)
En octubre de 2015, At the Drive-In estaba pensando en volver a juntarse. El plan, según Bixler-Zavala, era el siguiente: "vamos a formar esta banda, vamos a hacerlo bien, y eso es todo. Y siempre vamos a hacer otras cosas, y nosotros somos lo que somos, pero esta banda es especial, y es por eso por lo que estamos aquí". El 30 de noviembre de 2015, en el festival de Rock On The Range anunció su segundo reencuentro, lo que supone su primer espectáculo desde el anuncio de su ruptura en 2012. El 19 de enero de 2016, At The Drive-In dio a conocer un video de 15 segundos de aparentemente nueva música, que remitía a un anuncio que pronto se haría público; el 21 de enero, a través de Facebook y de la página web de la banda, se hizo al fin el anuncio oficial de que iban a embarcarse en una gira mundial y publicar su nueva música. El guitarrista Omar Rodríguez-López afirmaba: "estamos todos muy contentos de estar viéndonos, estar tocando en una habitación de nuevo, y estar haciendo música bajo un nuevo contexto. De aquí es donde venimos todos. Tenemos diferentes familias ahora, que viven en diferentes lugares, pero éstas son nuestras raíces, y una persona verdadera nunca olvida sus raíces. Da seguridad estar rodeado de personas de tu confianza". El batería Tony Hajjar añadía: "nos salieron los dientes en esta banda" Y Cédric Bixler-Zavala señalaba: dormíamos en pisos a dos pulgadas de distancia entre sí en esta banda. Nos preparábamos los unos a los otros en esta banda. Éste es nuestra casa y es agradable volver a ella y tener sentimientos positivos al respecto".
Después de los ensayos iniciales, Jim Ward no se unió al grupo. Días antes de la gira del 2016, At the Drive-in publicó un breve mensaje en Facebook:

"A medida que nuestra nave se prepara para el viaje, anunciamos que Jim Ward no se unirá a nosotros en viajes futuros. Le deseamos lo mejor y estaremos muy contentos de verte pronto."

De este modo, Ward fue reemplazado por su compañero Keeley Davis.
El 8 de diciembre, la banda lanzó su primera canción nueva en 16 años "Governed by Contagions", a través de Rise Records. El 22 de febrero, se anunció que At the Drive-in lanzaría un nuevo disco, titulado In•ter a•li•a, que finalmente fue lanzado el 5 de mayo de 2017. El anuncio fue acompañado por el lanzamiento de otro sencillo, "Incurably Innocent". El 3 de abril, At The Drive-In dio a conocer un video musical de otra nueva canción, "Hostage Stamps".

## Influencias
Algunas influencias de la banda fueron Indian Summer, Swing Kids, Fugazi, Sunny Day Real Estate, Antioch Arrow, Heroin, Pink Floyd, MC5, y The Smiths. En su último período antes de su primera separación, el grupo tomó fuerte inspiración de actos como Brainiac, Drive Like Jehu, Hot Snakes, y The Nation of Ulysses. A su vez, Cedric ha citado como influencias a Björk, Fela Kuti, Sonic Youth, y Bikini Kill.

## Miembros
| Última formación - Cedric Bixler-Zavala – voces, melódica, percusión, ocasionalmente guitarra (1994–2001, 2011–2012, 2015–2018) - Omar Rodríguez-López – guitarras, percusión, coros (1997–2001, 2011–2012, 2015–2018); bajo (1996–1997) - Pablo "Paul" Hinojos-González – bajo (1997–2001, 2011–2012, 2015–2018) - Tony Hajjar – batería, percusión, caja de ritmos, samplers (1997–2001, 2011–2012, 2015–2018) - Keeley Davis – guitarras, coros (2015–2018) | Miembros anteriores - Jim Ward – guitarras, voces (1994–1996, 1997–2001, 2011–2012); teclados, percusión (1997–2001, 2011–2012) - Jarrett Wrenn – guitarra rítmica (1994–1995) - Adam Amparan – guitarra rítmica (1995–1996) - Benjamín Rodríguez – guitarra rítmica (1996–1997) - Bernie Rincón – batería (1994–1995; fallecido en 1995) - Davy Simmons – batería (1995–1996) - Ryan Sawyer – batería (1996–1997) - Kenny Hopper – bajo (1994–1996) |

Línea del tiempo

## Discografía
| Álbumes de estudio - Acrobatic Tenement (1997, Flipside) - In/Casino/Out (1998, Fearless) - Relationship of Command (2000, Grand Royal, Virgin) - In•ter a•li•a (2017, Rise) EP - Hell Paso (1994, Western Breed) - ¡Alfaro Vive, Carajo! (1995, Western Breed) - El Gran Orgo (1997, Onefoot) - Vaya (1999, Fearless) - Diamanté (2017, Rise) Splits - ATDI / Aasee Lake (1998, Ghetto Defendant, Nerd Rock) - ATDI / Sunshine (2000, Big Wheel Recreation) - ATDI / Burning Airlines (2000, Thick) - ATDI / The Murder City Devils (2000, Buddyhead) Recopilaciones - This Station Is Non-Operational (2005, Fearless) UK #118 - In/Casino/Out : Acrobatic Tenement Box set (2006, V2) | Sencillos - Metronome Arthritis (1999) - Rascuache / Chanbara (1999, Fearless, Den) - Rolodex Propaganda (2000, Grand Royal, Virgin) - One Armed Scissor (2000, Grand Royal, Restart) UK #64 - Rolodex Propaganda feat Iggy Pop (2001) UK #54 - Invalid Litter Dept (2001, Grand Royal, Virgin) UK #50 - One Armed Scissor (The Field Remix) (2013, Transgressive) - Governed By Contagions (2016) - Hostage Stamps (2017, Rise) Álbumes de video - Operations Manual EPK VHS (2000, Virgin) Bootlegs - Live In Tokyo, Japan, January 18, 2001 12" (2001, Lost Horse) |